# Misje dyplomatyczne Estonii

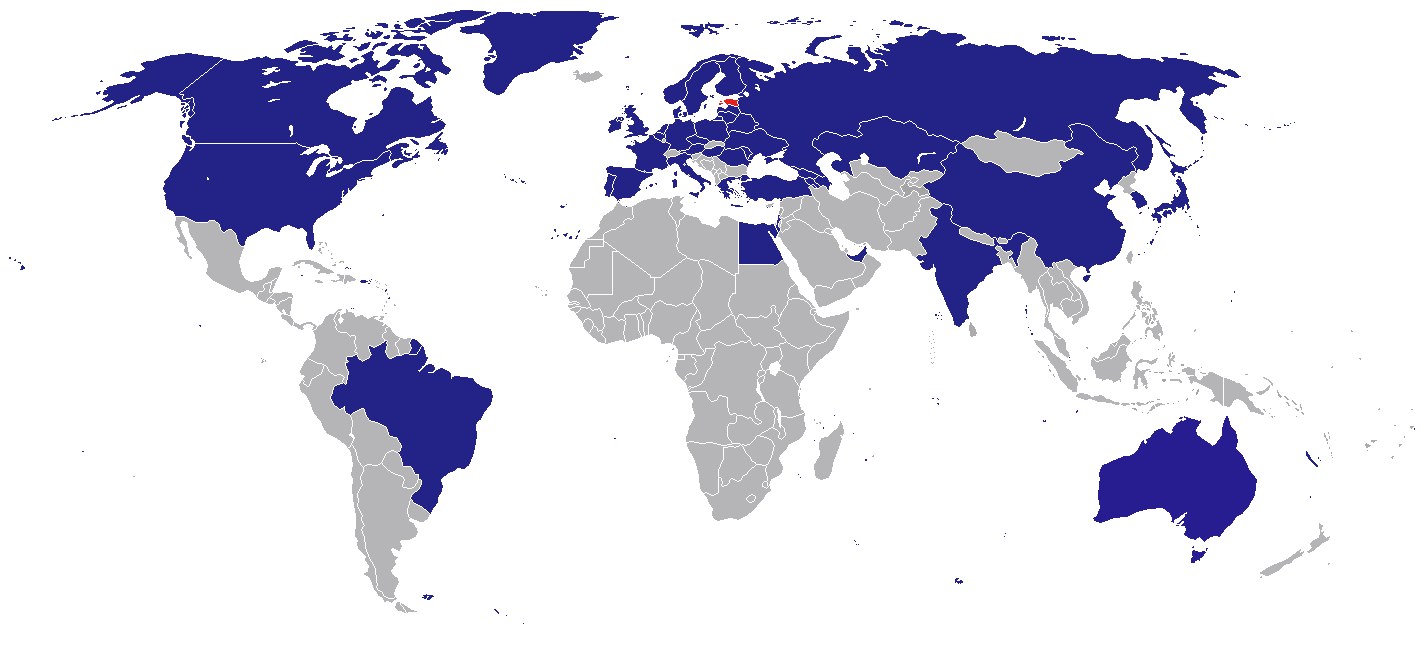
Kraje, w których Republika Estońska ma swoje przedstawicielstwa dyplomatyczne

Misje dyplomatyczne Estonii – przedstawicielstwa dyplomatyczne Republiki Estońskiej przy innych państwach i organizacjach międzynarodowych. Poniższa lista zawiera wykaz obecnych ambasad i konsulatów zawodowych. Nie uwzględniono konsulatów honorowych.

## Europa
- Austria
  - Wiedeń (ambasada)
- Belgia
  - Bruksela (ambasada)
- Białoruś
  - Mińsk (ambasada)
- Czechy
  - Praga (ambasada)
- Dania
  - Kopenhaga (ambasada)
- Finlandia
  - Helsinki (ambasada)
- Francja
  - Paryż (ambasada)
- Grecja
  - Ateny (ambasada)
- Hiszpania
  - Madryt (ambasada)
- Holandia
  - Haga (ambasada)
- Irlandia
  - Dublin (ambasada)
- Litwa
  - Wilno (ambasada)
- Łotwa
  - Ryga (ambasada)
- Niemcy
  - Berlin (ambasada)
- Norwegia
  - Oslo (ambasada)
- Polska
  - Warszawa (Ambasada)
- Portugalia
  - Lizbona (ambasada)
- Rosja
  - Moskwa (ambasada)
  - Petersburg (konsulat generalny)

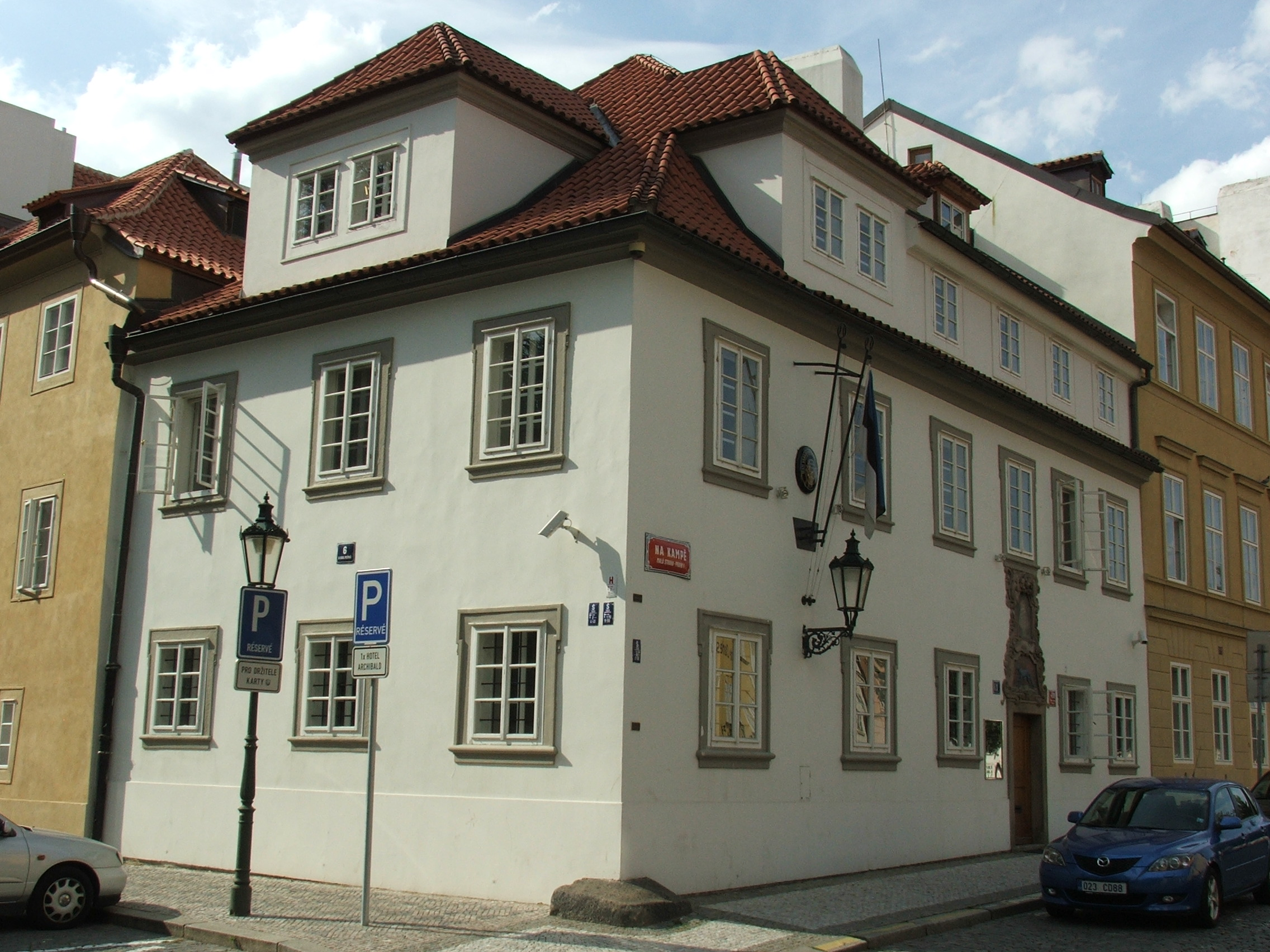
Ambasada Estonii w Pradze

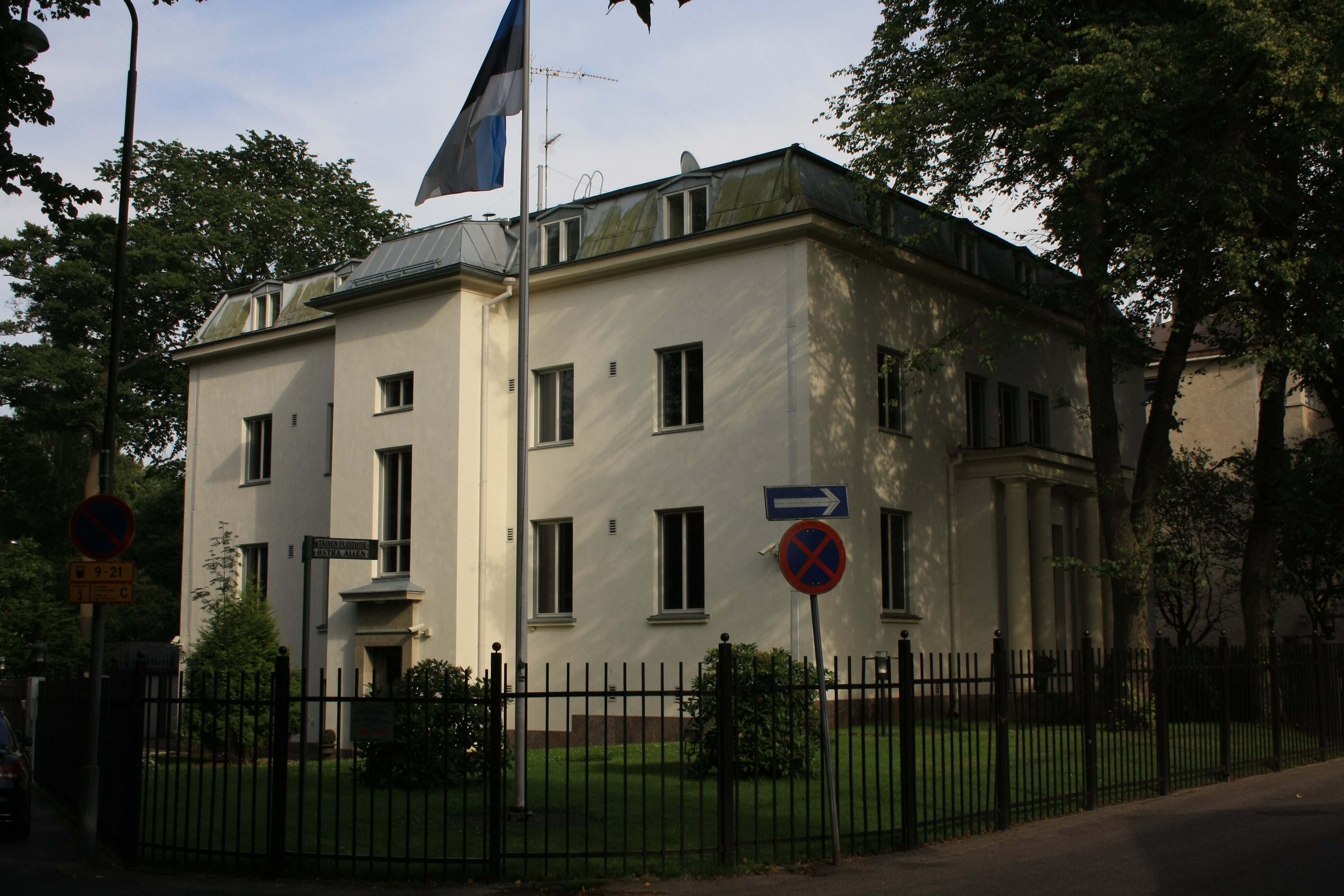
Ambasada Estonii w Helsinkach

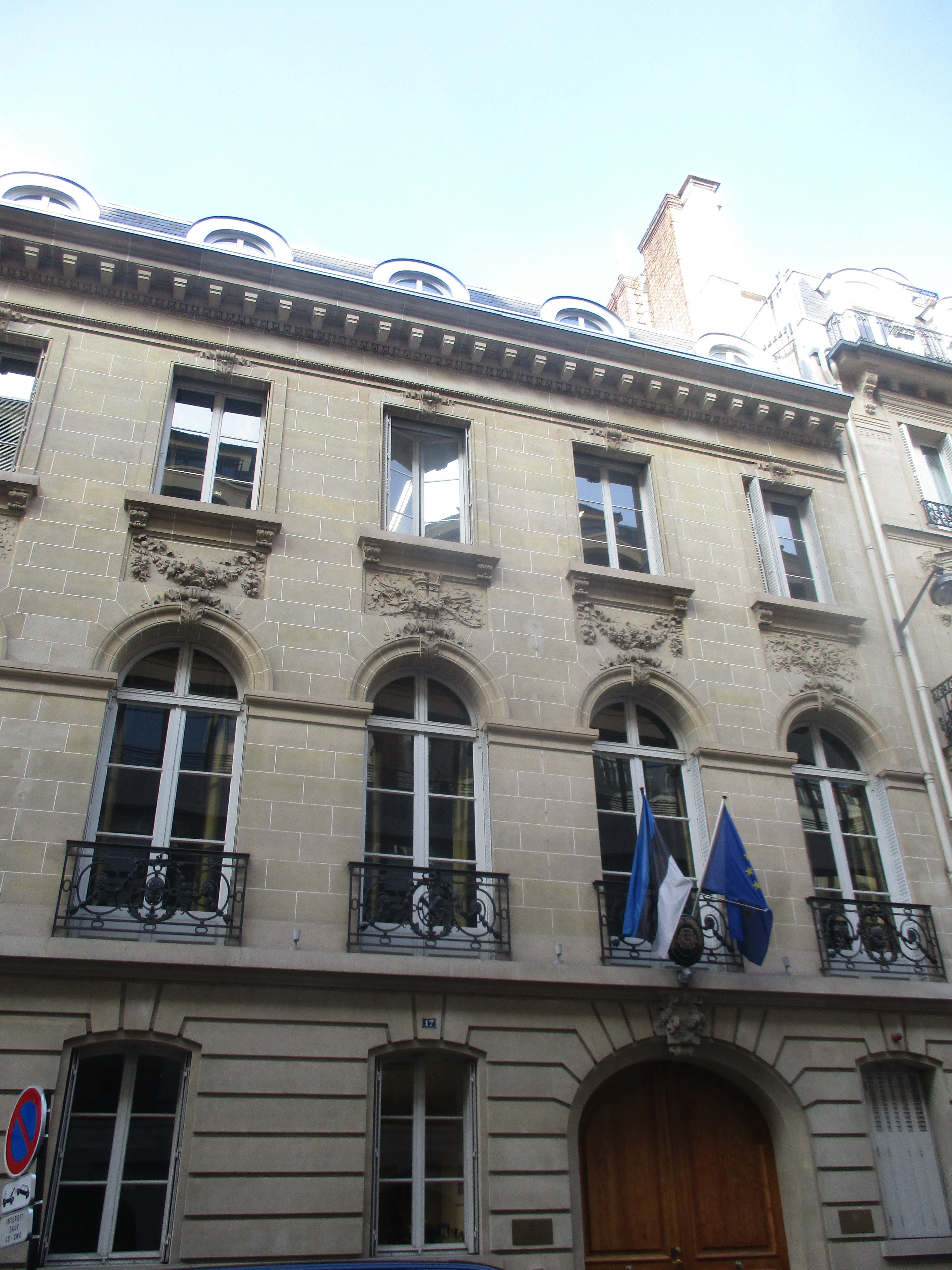
Ambasada Estonii w Paryżu

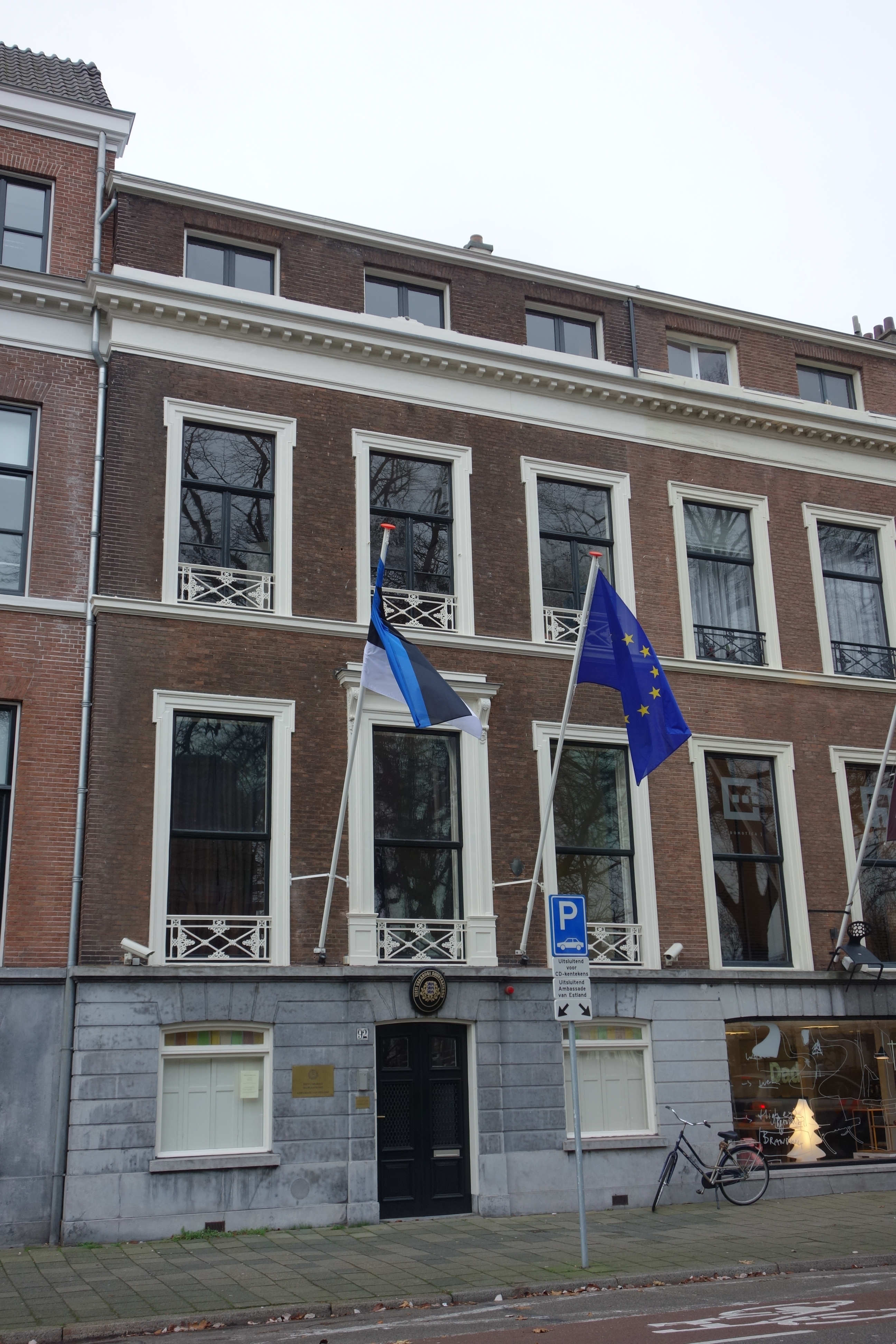
Ambasada Estonii w Hadze

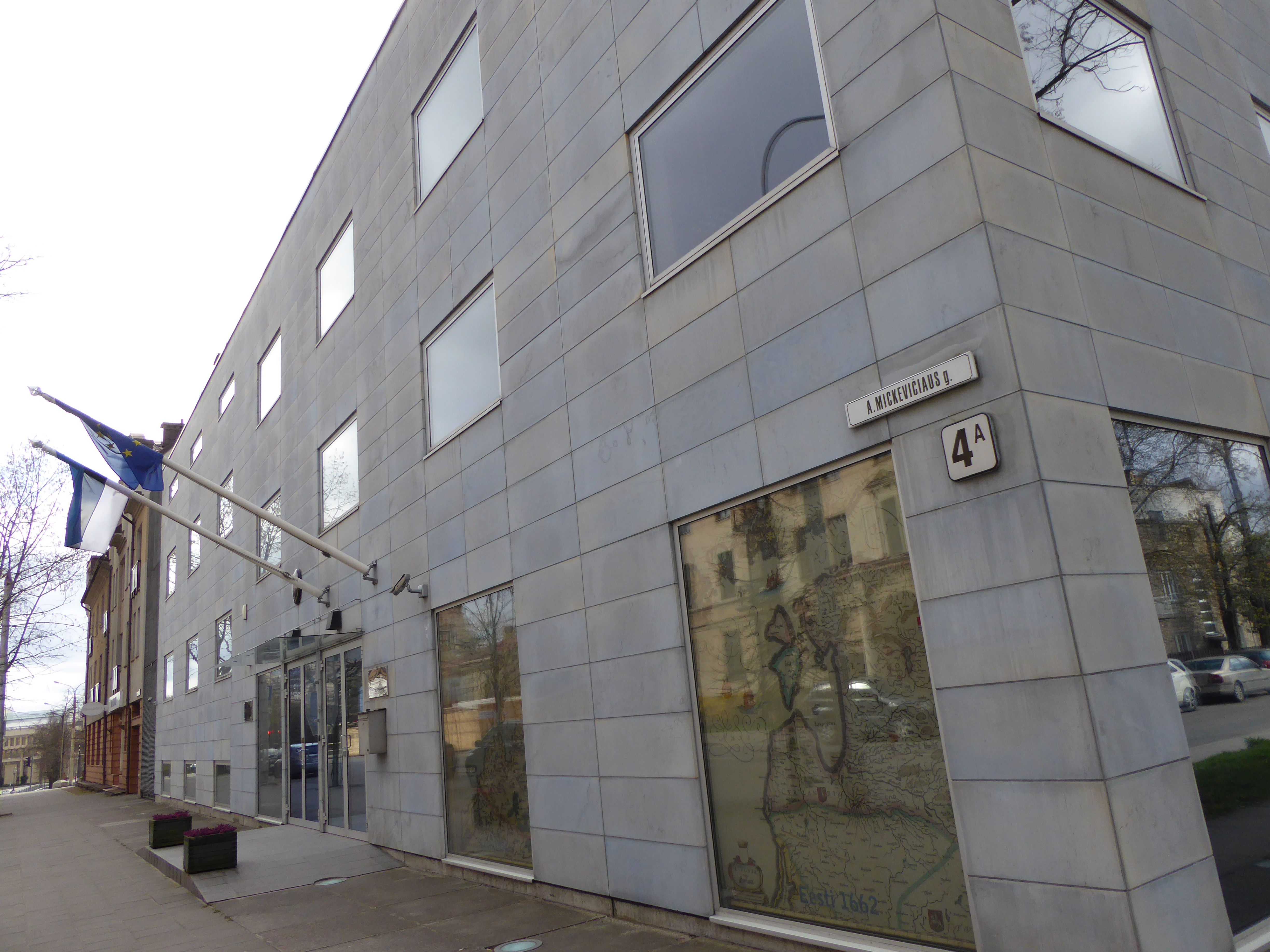
Ambasada Estonii w Wilnie

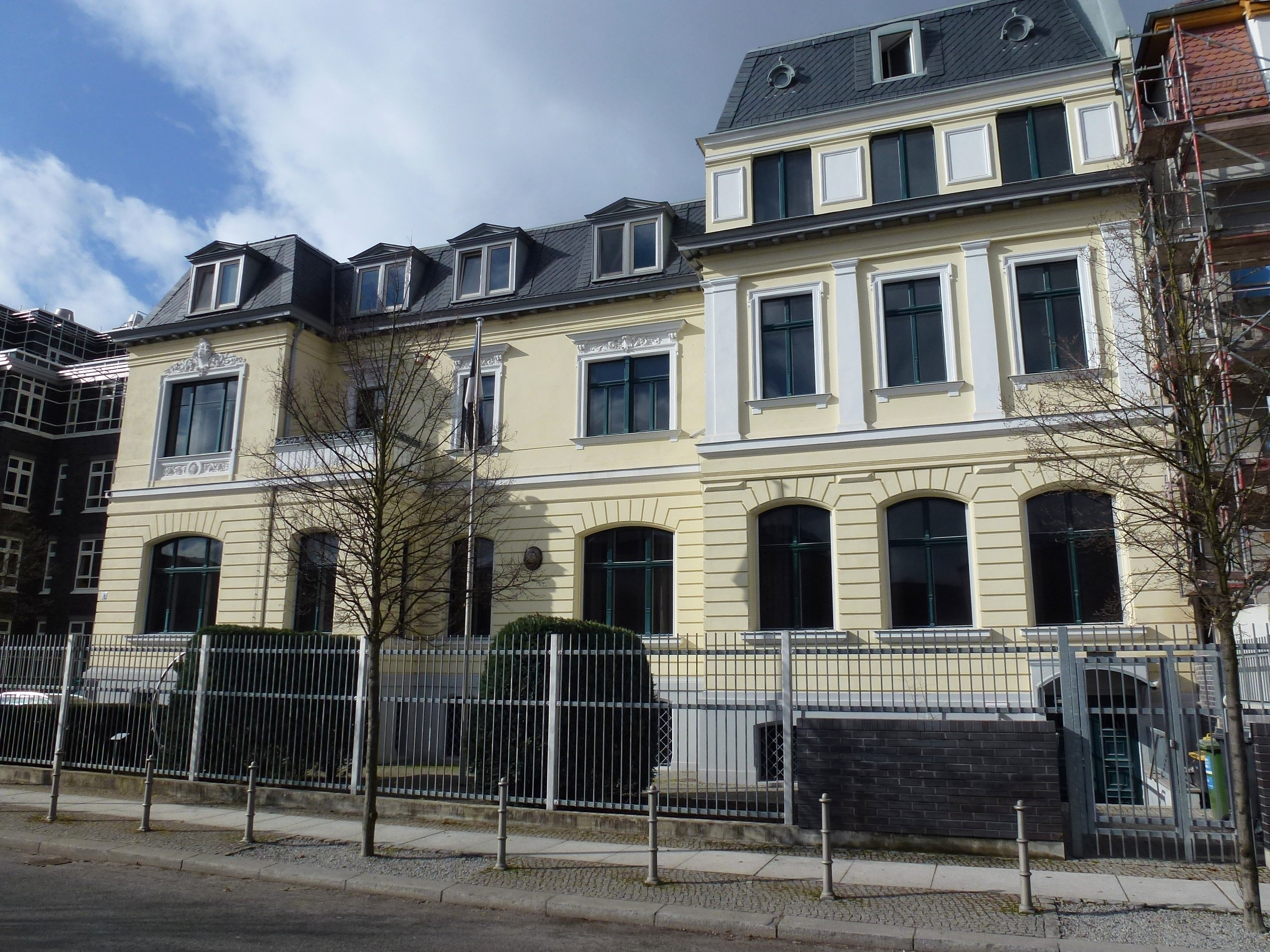
Ambasada Estonii w Berlinie

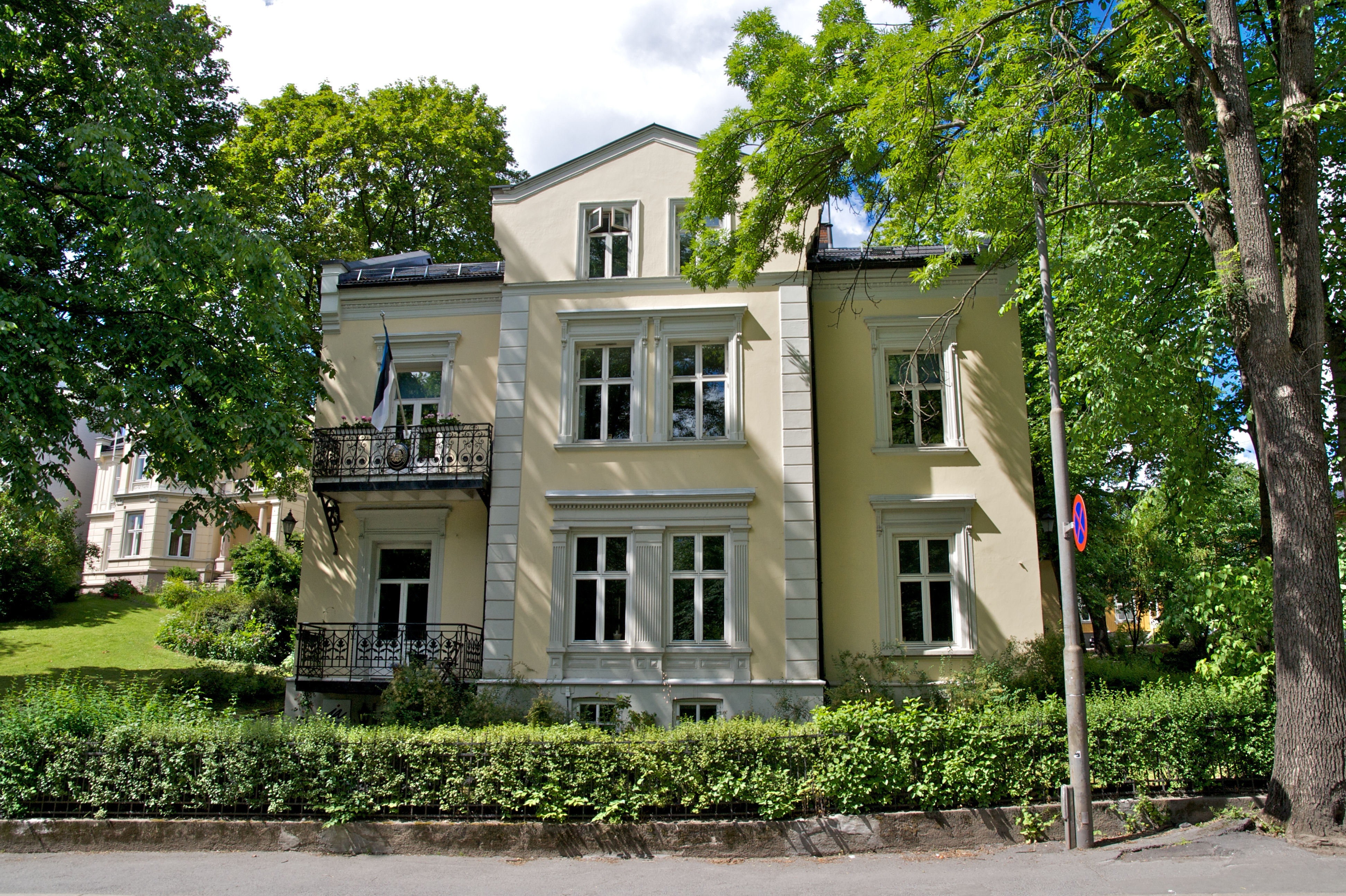
Ambasada Estonii w Oslo

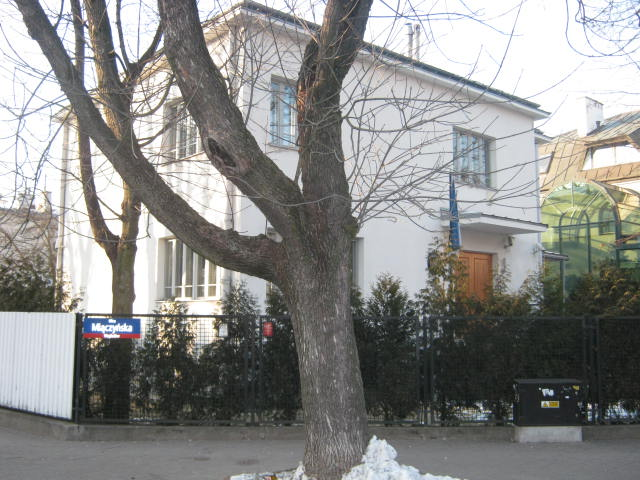
Ambasada Estonii w Warszawie

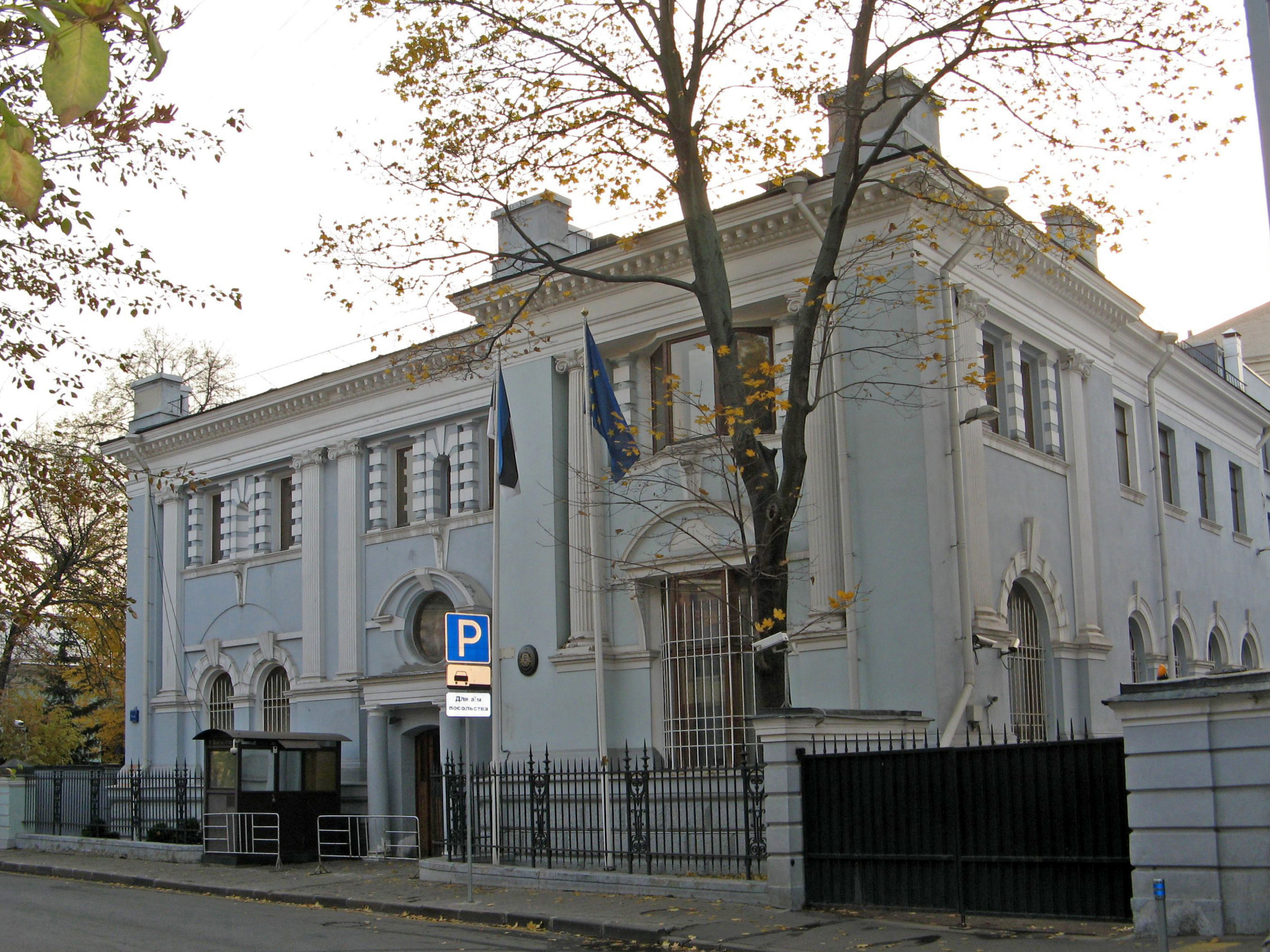
Ambasada Estonii w Moskwie

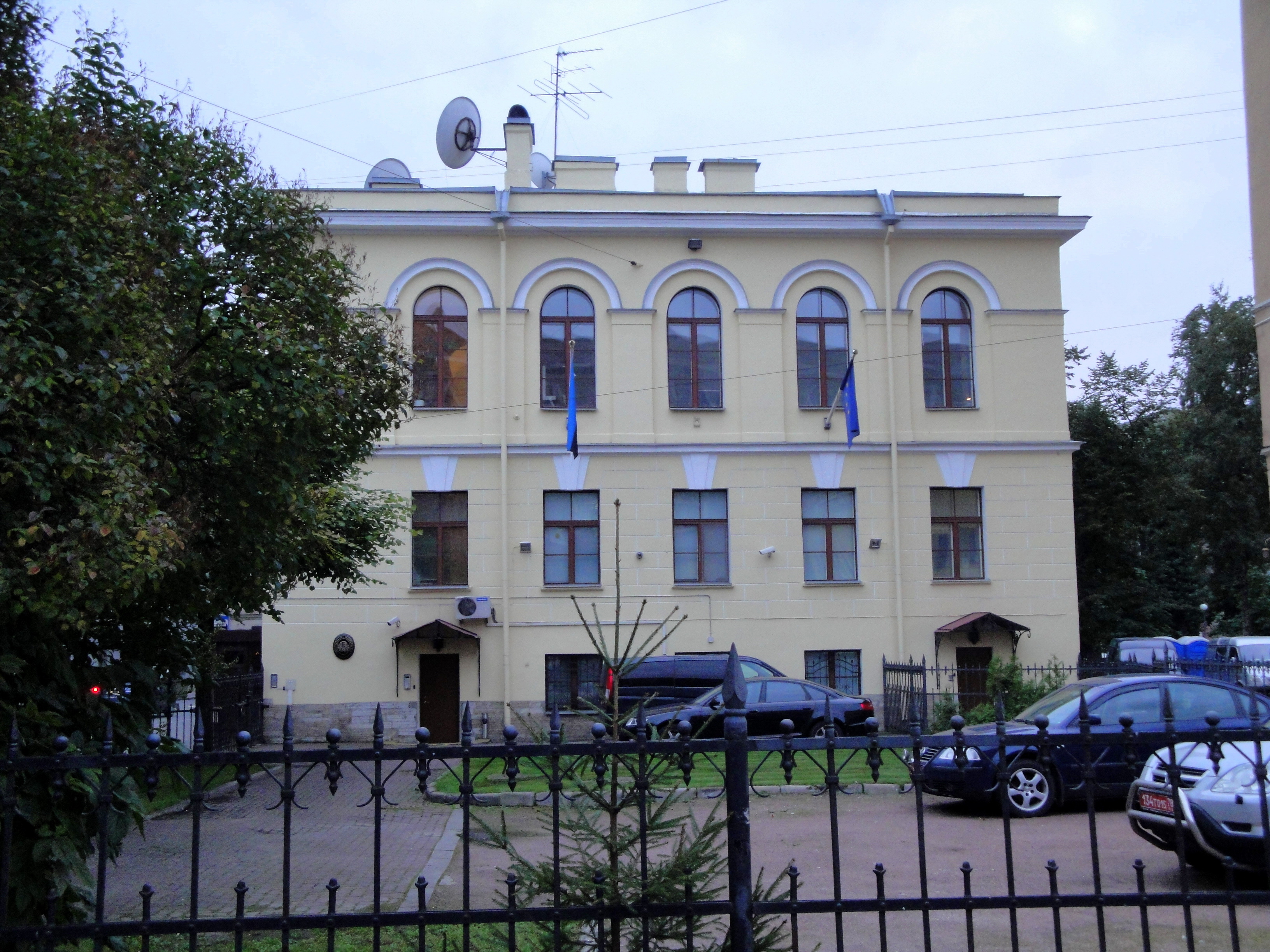
Konsulat Generalny Estonii w Petersburgu

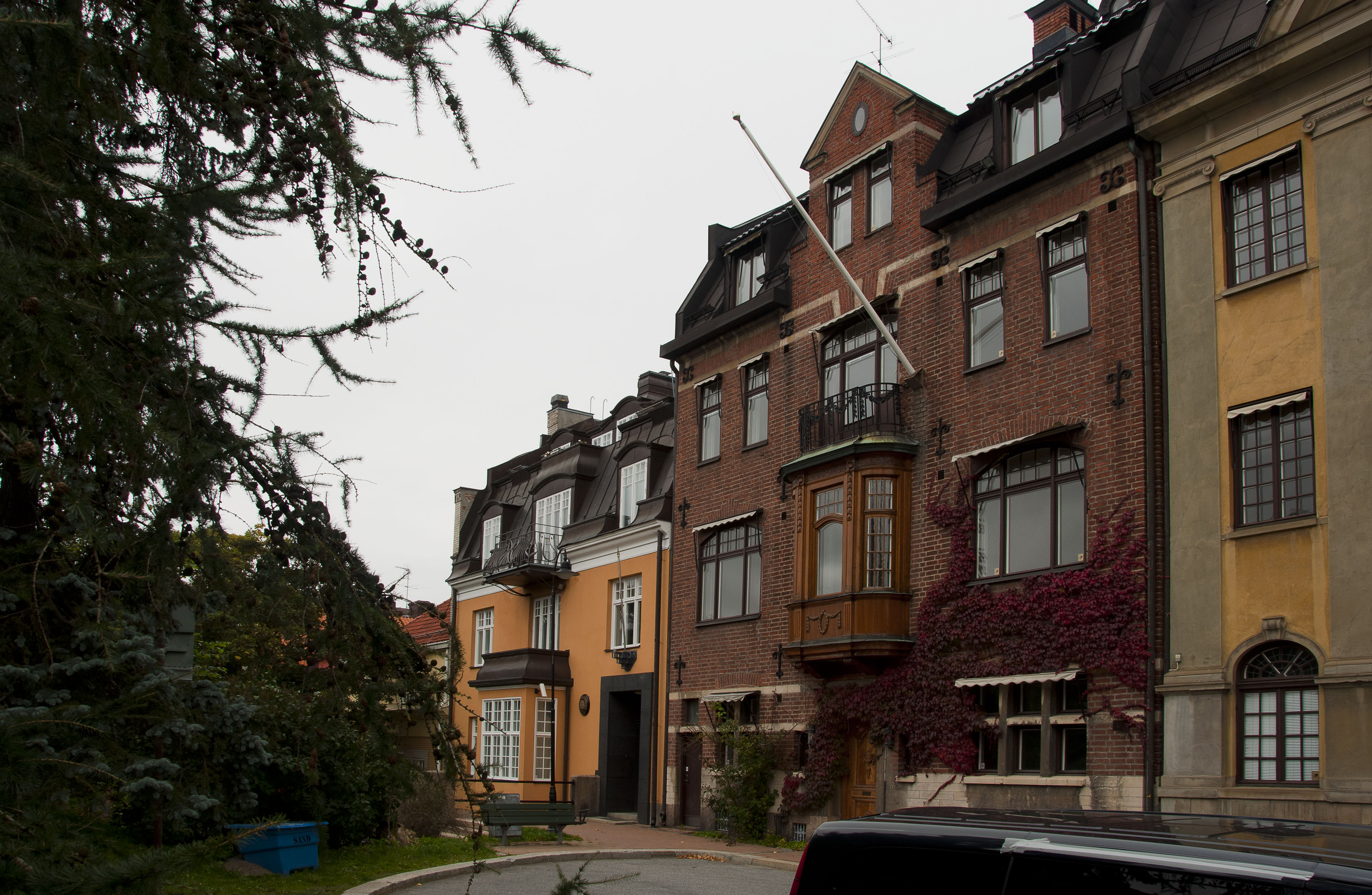
Ambasada Estonii w Sztokholmie

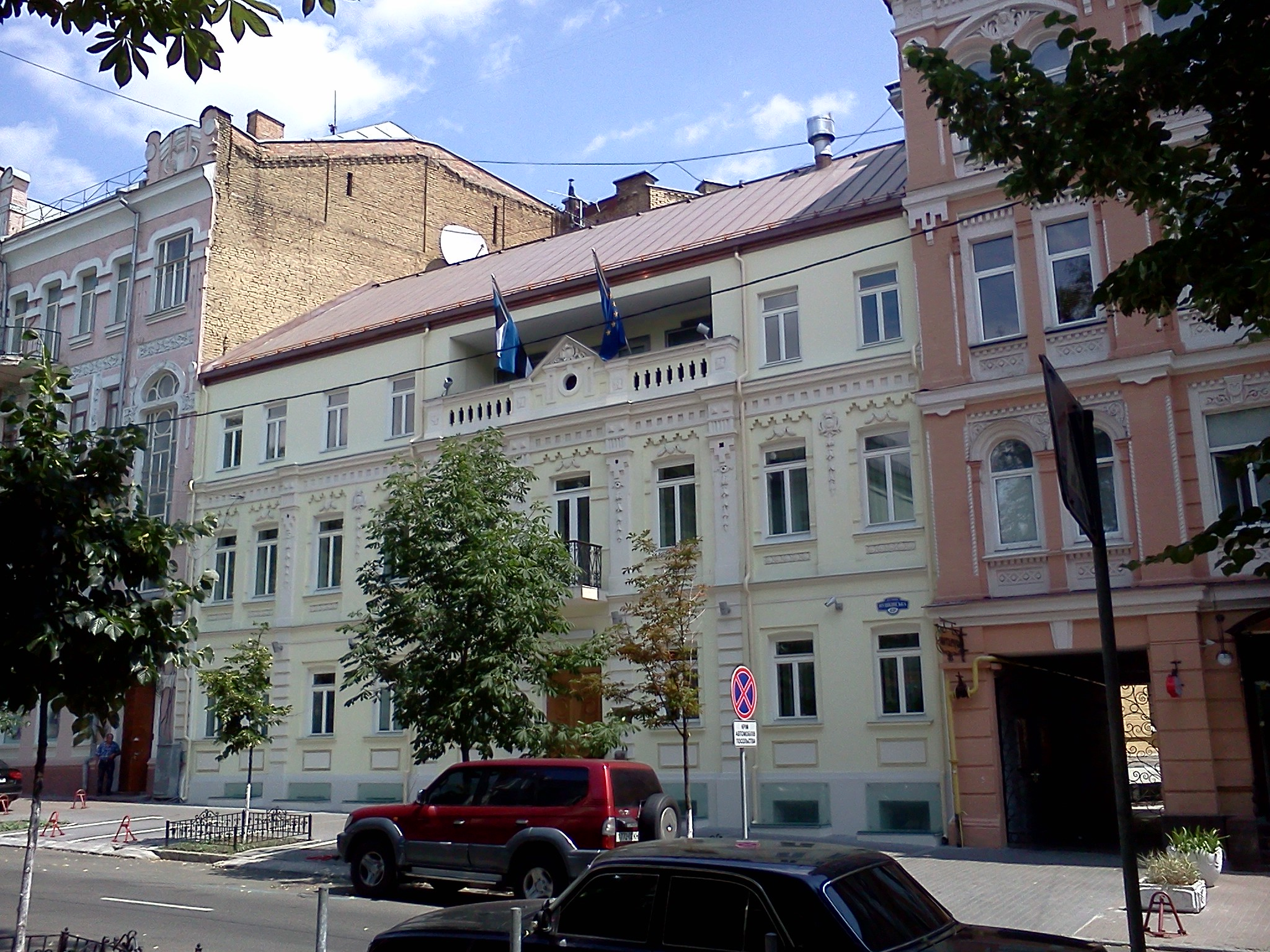
Ambasada Estonii w Kijowie

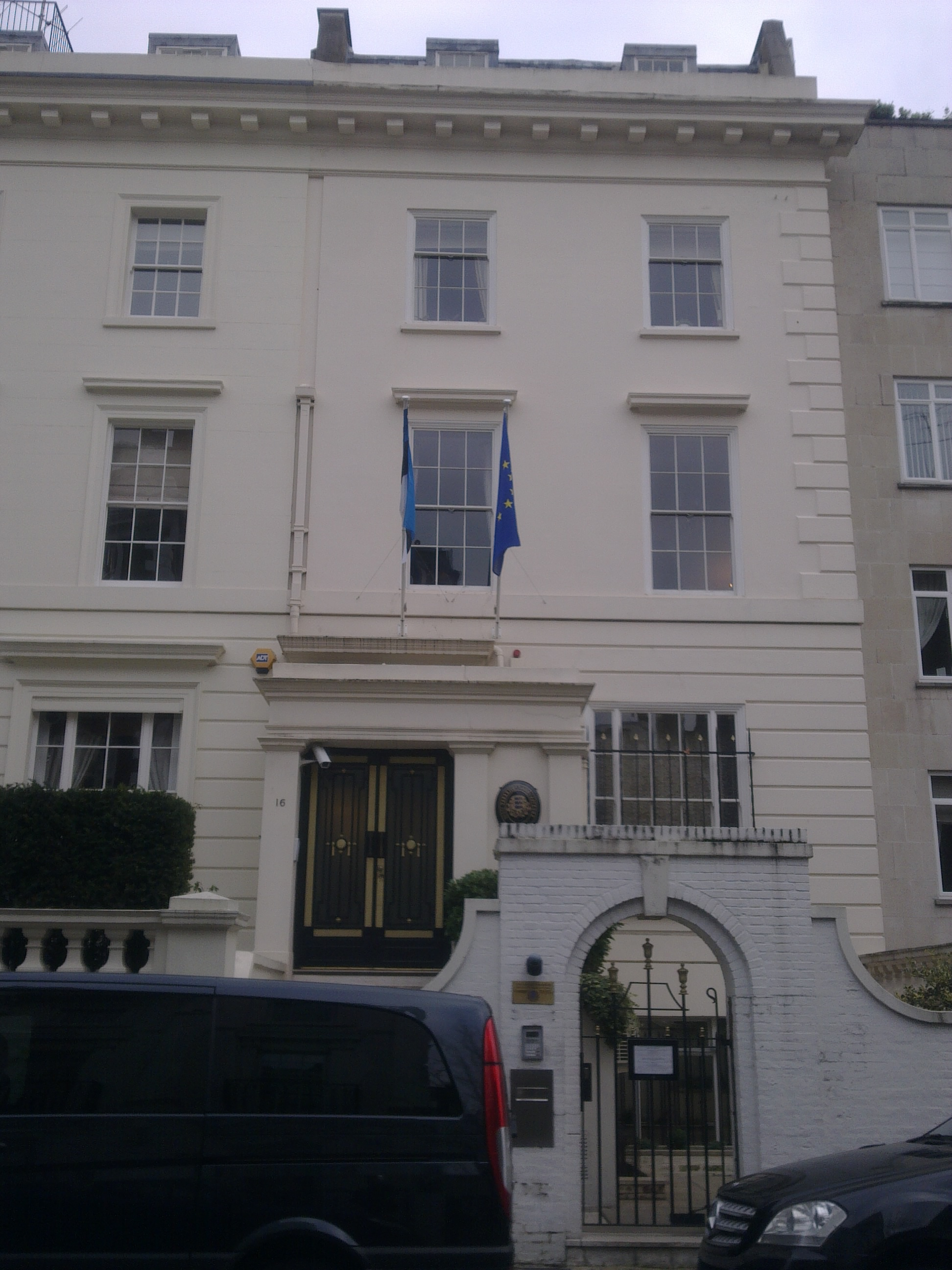
Ambasada Estonii w Londynie

  - Psków (Kancelaria Konsulatu Generalnego w Petersburgu)
- Rumunia
  - Bukareszt (ambasada)
- Szwecja
  - Sztokholm (ambasada)
- Turcja
  - Ankara (ambasada)
- Ukraina
  - Kijów (ambasada)
- Wielka Brytania
  - Londyn (ambasada)
- Włochy
  - Rzym (ambasada)

## Ameryka Północna, Środkowa i Karaiby
- Kanada
  - Ottawa (ambasada)
- Stany Zjednoczone
  - Waszyngton (ambasada)
  - Nowy Jork (konsulat generalny)

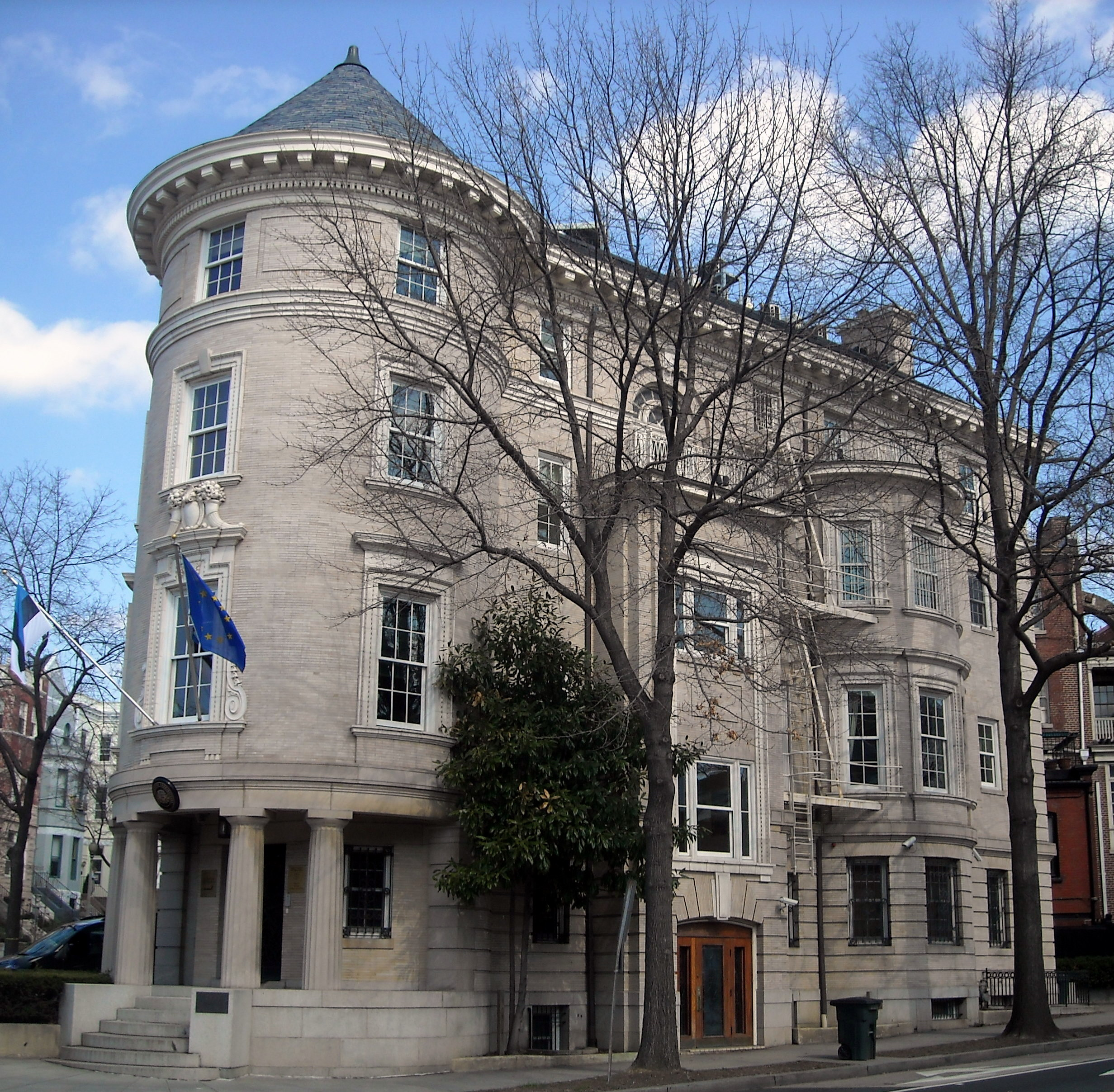
Ambasada Estonii w Waszyngtonie

  - San Francisco (konsulat generalny)

## Afryka
- Egipt
  - Kair (ambasada)

## Azja

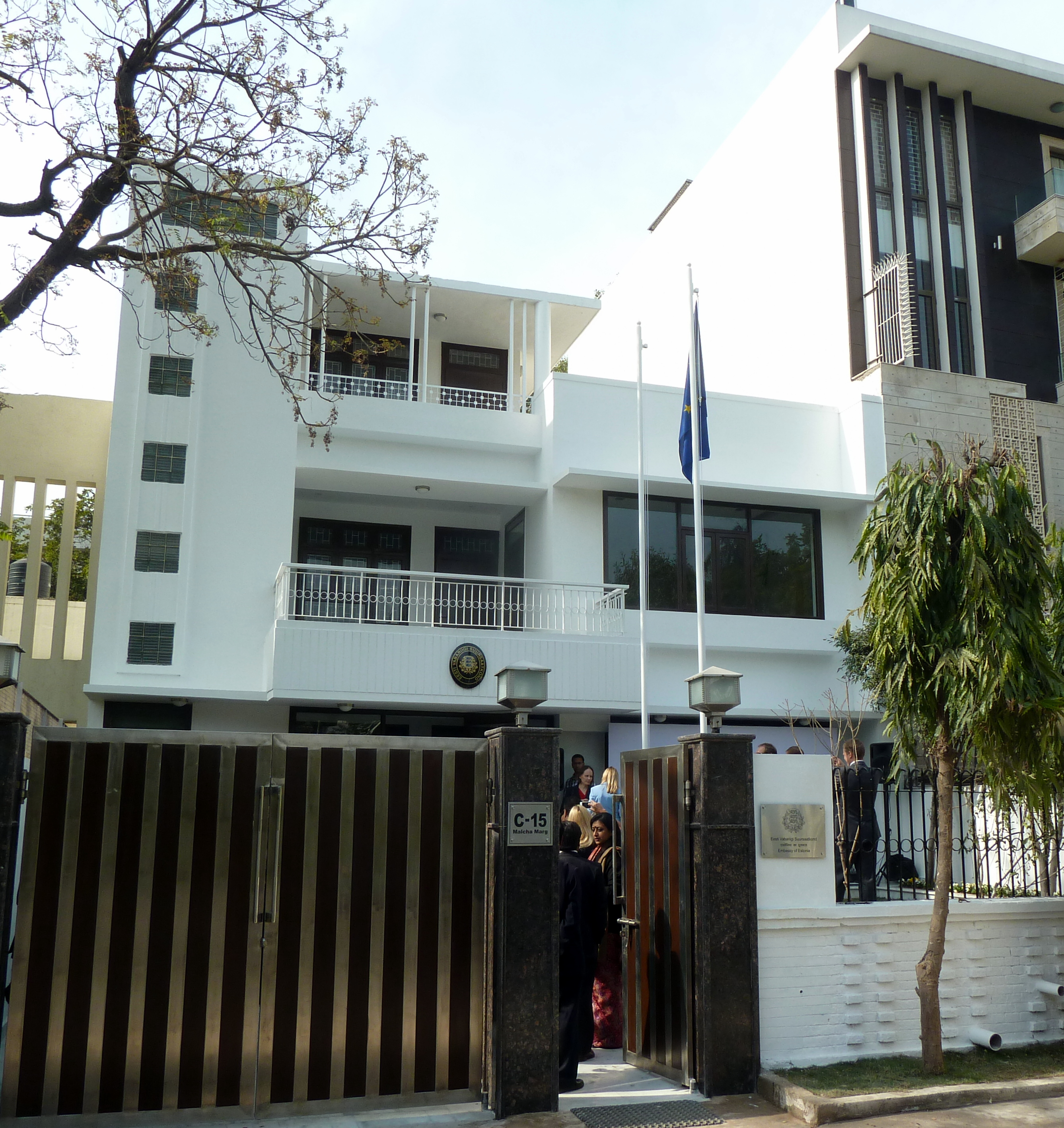
Ambasada Estonii w Nowym Delhi

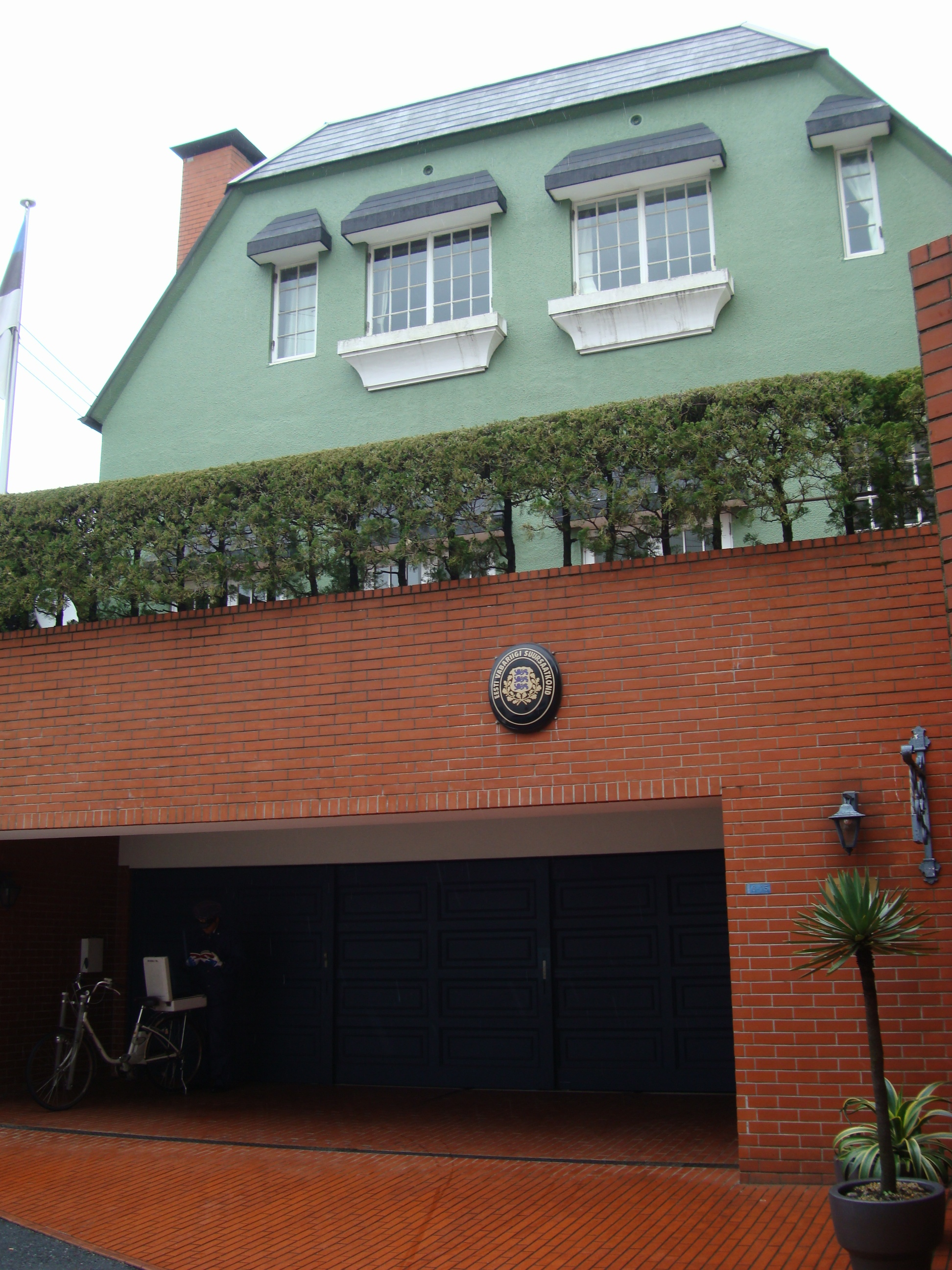
Ambasada Estonii w Tokio

- Chiny
  - Pekin (ambasada)
  - Szanghaj (konsulat generalny)
- Gruzja
  - Tbilisi (ambasada)
- Indie
  - Nowe Delhi (ambasada)
- Izrael
  - Tel Awiw-Jafa (ambasada)
- Japonia
  - Tokio (ambasada)
- Kazachstan
  - Astana (ambasada)

## Australia i Oceania

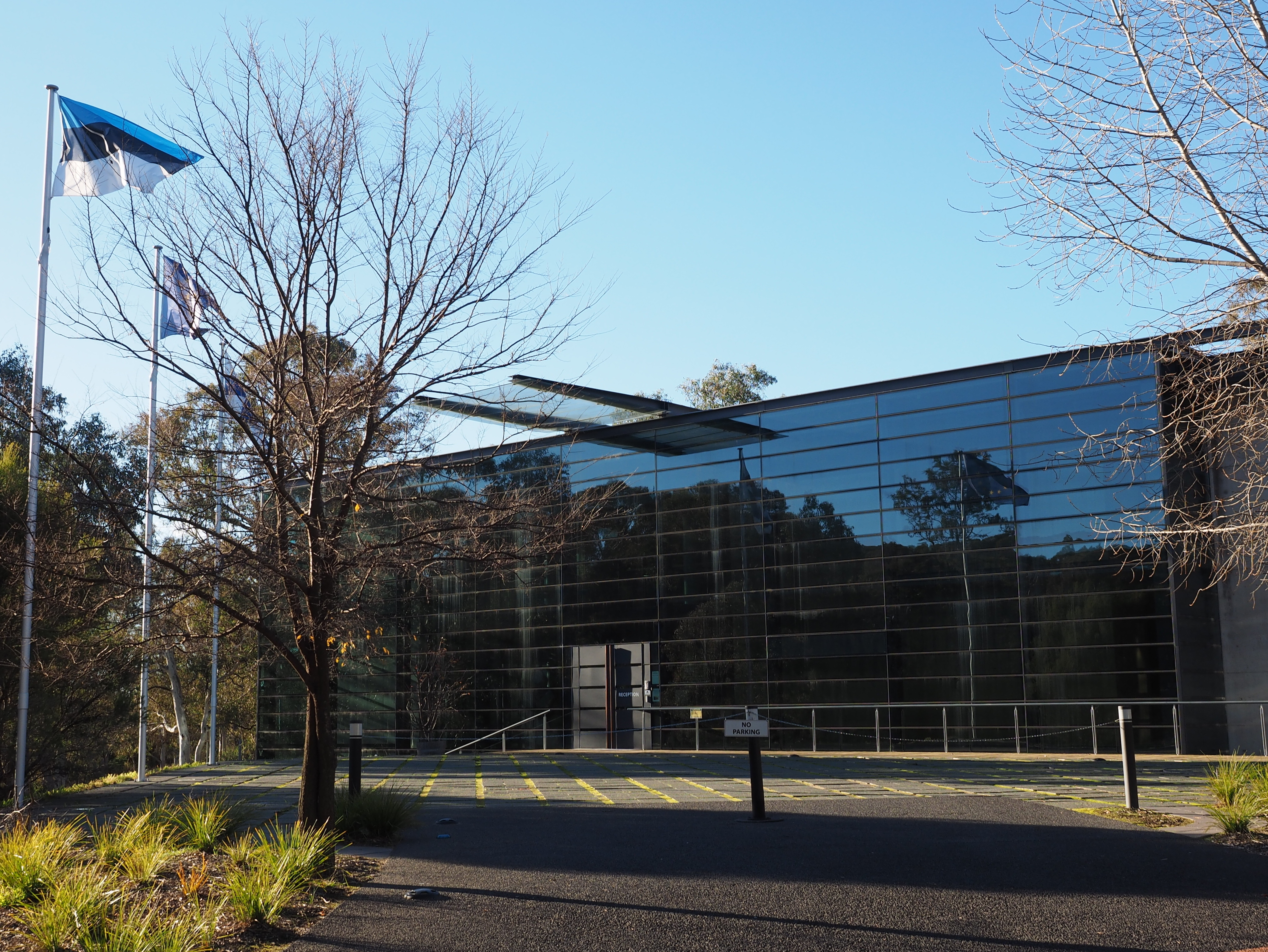
Ambasada Estonii w Canberze

- Australia
  - Canberra (ambasada)

## Organizacje międzynarodowe
- Strasburg – Stałe Przedstawicielstwo przy Radzie Europejskiej
- Bruksela – Stałe Przedstawicielstwo przy Unii Europejskiej
- Bruksela – Stałe Przedstawicielstwo przy NATO
- Wiedeń – Stałe Przedstawicielstwo przy Organizacji Bezpieczeństwa i Współpracy w Europie
- Nowy Jork – Stałe Przedstawicielstwo przy Organizacji Narodów Zjednoczonych
- Paryż – Stałe Przedstawicielstwo przy UNESCO i OECD
- Genewa – Stałe Przedstawicielstwo przy Biurze Narodów Zjednoczonych i innych organizacjach
- Wiedeń – Stałe Przedstawicielstwo przy Biurze Narodów Zjednoczonych i innych organizacjach
- Haga – Stałe Przedstawicielstwo przy Organizacji ds. Zakazu Broni Chemicznej